# Patricia Lucas-Morris
Patricia Lucas-Morris est une artiste et conceptrice américaine, reconnue pour ses contributions au programme Artistic Infusion de la Monnaie des États-Unis. Ses œuvres comprennent la conception de plusieurs pièces et médailles pour la Monnaie américaine, souvent centrées sur la commémoration historique et les paysages nationaux. Elle est connue pour ses dessins au graphite et sa passion pour l'histoire, les animaux et la fantaisie.

## Jeunesse
Patricia Lucas-Morris a étudié à la School of the Museum of Fine Arts (en) de Boston de 1969 à 1970. Durant cette période, elle a fréquenté assidûment le musée des beaux-arts et le musée Isabella-Stewart-Gardner, développant une affection particulière pour les œuvres d'artistes tels que John Singer Sargent, Jean-Léon Gérôme et Claude Monet. Au début des années 1970, elle a rencontré John D. Merriam, une figure notable de la scène artistique de Boston et un collectionneur d'imagerie curieuse. Merriam a commencé à collectionner les œuvres de Lucas-Morris dès leur rencontre et a continué jusqu'à sa mort au milieu des années 1990. La collection Merriam, qui abrite le plus grand nombre de ses dessins au graphite en une seule collection, est désormais conservée à la bbliothèque publique de Boston. Patricia Lucas-Morris a également collaboré avec le poète Ross Whitney sur Dragon’s Teeth, un livre en édition limitée présentant ses dessins, parfois inspirés par les poèmes de Whitney,.

## Carrière professionnelle
Avant de rejoindre la Monnaie des États-Unis, Patricia Lucas-Morris a travaillé comme scrimshander (artiste qui grave sur des os ou de l'ivoire), illustratrice de livres éducatifs pour enfants et illustratrice technique pour la Boeing Company via Walter Dorwin Teague Associates (en). Tout au long de sa carrière, elle a continué à produire des œuvres pour des collectionneurs à travers le pays,.

## Monnaie des États-Unis
En tant que membre du programme Artistic Infusion (AIP) de la Monnaie des États-Unis, Patricia Lucas-Morris a conçu plusieurs motifs pour des pièces et médailles commémoratives,.

### Dollar Mark Twain
Elle a créé le revers de la pièce commémorative en argent de 2016 dédiée à Mark Twain. Le motif représente divers personnages tirés des œuvres de Mark Twain, tels que le chevalier et le cheval de Un Yankee à la cour du roi Arthur, la grenouille de La Célèbre Grenouille sauteuse du comté de Calaveras, et Jim et Huck de Les Aventures de Tom Sawyer. Le motif a été sculpté par Renata Gordon.

### Dollar Lions Clubs International
Patricia Lucas-Morris a conçu le revers du dollar en argent du centenaire du Lions Clubs International de 2017, qui commémore le 100e anniversaire de l'organisation. Le motif représente un lion et une lionne avec leur lionceau, superposés sur un globe. Don Everhart a sculpté ce motif. Ses initiales, « PLM », sont visibles près de la bouche du lion, dans sa crinière,.

### Quart de dollarAmerica the Beautiful(Parc national des Voyageurs)
Elle est la conceptrice du revers de la pièce de 25 cents du Parc national des Voyageurs de 2018, ainsi que de sa pièce de 5 onces en argent correspondante. Ce motif représente un plongeon huard nageant avec une falaise rocheuse en arrière-plan. Joseph Menna a sculpté ce motif. Ses initiales, « PLM », apparaissent dans l'eau du lac, à gauche du plongeon.

### Dollar American Legion
Lucas-Morris a conçu le revers du dollar en argent du 100e anniversaire de l'American Legion de 2019. Le motif représente les drapeaux américain et de l'American Legion croisés, avec une fleur de lys au-dessus, symbolisant la fondation de la Légion à Paris. Michael Gaudioso a sculpté ce motif. Elle a considéré les drapeaux croisés comme la partie la plus importante et a cherché des éléments symboliques de la France, tels que le détail de l'Arc de Triomphe et la fleur de lys,.

### Médaille Droit de vote des femmes
Elle a conçu le revers de la médaille en argent du centenaire du suffrage féminin de 2020. Ce motif présente le texte du 19e amendement, ratifié en 1920, inscrit sur les bandes du drapeau des États-Unis, avec l'année, 1920, en bas. Renata Gordon a sculpté ce motif. Une version en bronze de cette médaille a été lancée en 2022,.

### Série American Platinum Eagle
Patricia Lucas-Morris a conçu le revers commun figurant sur les pièces American Platinum Eagle (en) de 2018 à 2025. Ce motif représente un aigle en vol tenant une branche d'olivier dans ses serres. Donald Everhart a sculpté ce motif. Ce revers commun a été utilisé pour la série Preamble to the Declaration of Independence (2018-2020), qui présentait des motifs d'avers annuellement changeants sur les thèmes de la vie (2018), de la liberté (2019) et du bonheur (2020). La série First Amendment to the United States Constitution (2021-2025), avec des motifs d'avers annuellement changeants représentant la liberté de religion (2021), la liberté d'expression (2022), la liberté de la presse (2023), le droit de s'assembler pacifiquement (2024) et le droit de pétitionner le gouvernement pour obtenir réparation des griefs (2025).
Ce même revers commun est également prévu pour la future série Charters of Freedom qui débutera en 2026.

## Style artistique
Patricia Lucas-Morris est reconnue pour son travail « exquisément détaillé ». Son médium de prédilection est le graphite, mais elle a également réalisé des gravures à l'eau-forte et travaillé à l'acrylique et autres médiums à base d'eau lorsque la couleur était requise. Son style artistique est caractérisé par une « curiosité insatiable » et allie le souci du détail à sla passion pour la lecture, l'histoire, les animaux et les costumes d'époque, ainsi qu'à l'amour du fantastique.

## Vie personnelle
Patricia Lucas-Morris réalise ses œuvres personnelles sur commande depuis son domicile à Gig Harbor, dans l'état de Washington. Elle y vit avec un lézard, une tortue et plusieurs chats, et à proximité de ses deux enfants adultes. Sa famille a une histoire de service militaire ; son père a servi dans l'Armée comme parachutiste pendant la Seconde Guerre mondiale, et sa mère a servi dans le Women's Army Corps en Géorgie, travaillant dans un hôpital. Sa fille a également épousé un ancien marine, et elle a plusieurs oncles qui ont servi,.